# 剧县
剧县，一作勮县，中国古县名。
西汉置，治所在今山东省昌乐县宝城街道，为菑川国治。东汉为北海国治。西晋属东莞郡，南朝宋及北魏、东魏属北海郡。北齐省。